# 20. zongoraverseny (Mozart)
Wolfgang Amadeus Mozart 20., d-moll zongoraversenye a Köchel-jegyzékben 466 szám alatt szerepel.

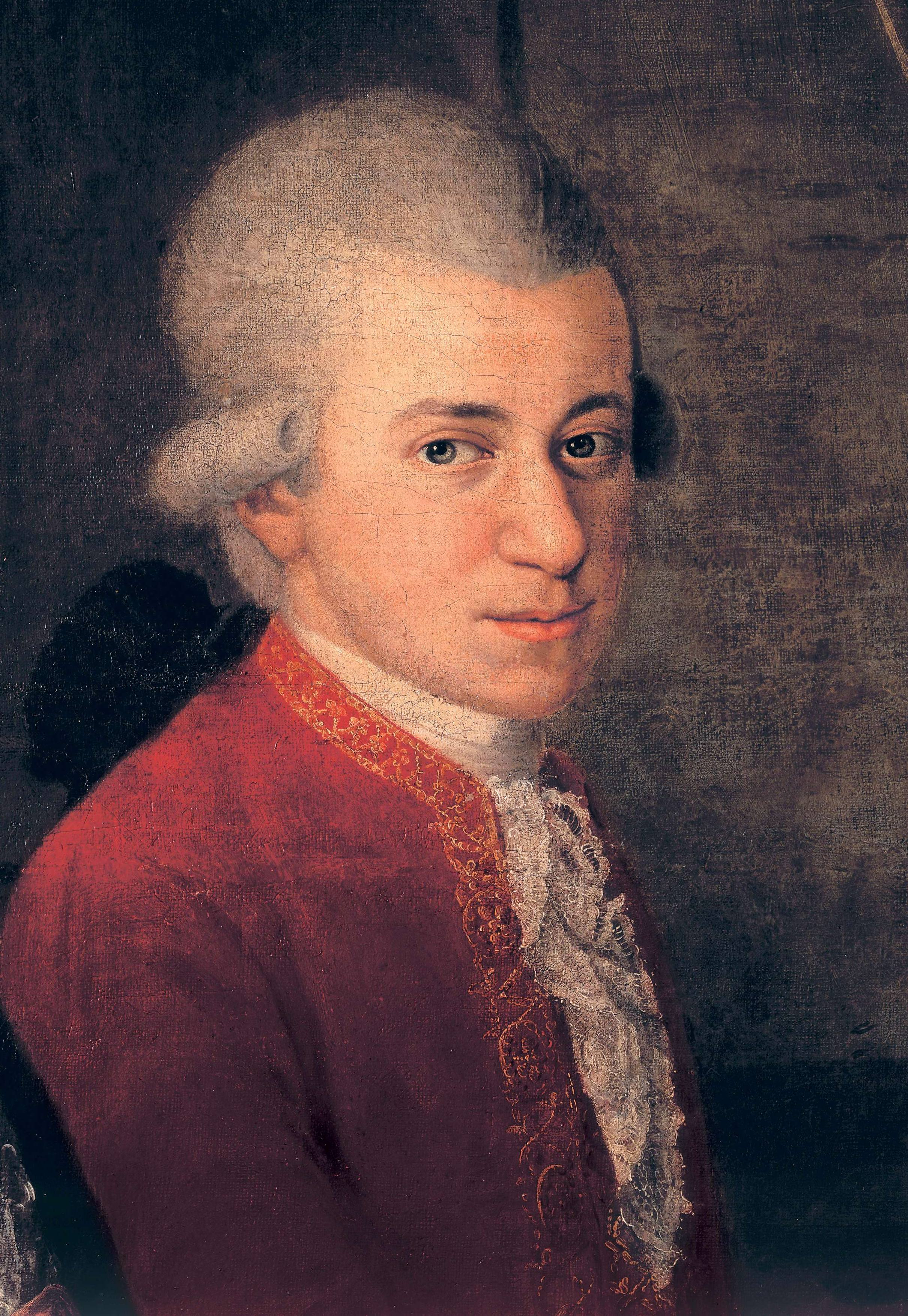

## Keletkezése, története
Mozart a versenyművet 1785. február 10-én fejezte be, s nyomban elkészülte után február 11-én bemutatta Bécsben, a Mehlgrube Casinóban. A zongoraszólót a premieren maga Mozart játszotta. Ott volt a bemutatón édesapja is, aki Mozart húgának írt levelében többek közt ezt írta: „…amikor megérkeztünk, a másoló még dolgozott rajta, és bátyádnak annyi ideje sem volt, hogy a Rondót legalább egyszer eljátssza, mivel a másolatot kellett átnéznie…”
A műhöz Beethoven és Brahms is írt kadenciát.

## Szerkezete, jellemzői
A mű a partitúra szerint zongorára, fuvolára, két oboára, két basszetkürtre, két kürtre két trombitára, üstdobra és vonósokra íródott.
Tételei:
1. Allegro
2. Romance
3. Rondo. Allegro assai

A mű hangneme d-moll. A moll hangnem viszonylag ritka Mozart műveiben, ezért ezeknek a kompozícióknak különös jelentősége van. A d-moll hangnem adja démoni alaptónusát a Don Giovanni című operának, és a Requiem hangneme is ez.
Az első tételt a bevezető zenekari tuttiban végzet-atmoszféra jelenik meg, de a zongora szólama is sötét és vészterhes.
A lassú tétel poétikus románczene, mélabús álmodozás, melyet a tétel közepén egy riasztó, vad látomás szakít meg.
Komor és félelmetes a zárótétel rondó témája is, a befejezés előtt a zene dúrba vált, és a szín kivilágosodik, hogy vidáman érjen véget a mű.

## Ismertség, előadási gyakoriság
Ez a talán a legismertebb és az egyik legkedveltebb Mozart-zongoraverseny. Hangversenyen, hanglemezen, vagy elektronikus médiákban igen gyakran hallgatható darab. 2006-ban, a Mozart-év kapcsán a Magyar Rádió Bartók Rádiójának Mozart összes művét bemutató sorozatában a zongoraszólamot Alfred Brendel játszotta saját kadenciájával, a St. Martin-in-the-Fields Kamarazenekart Neville Marriner vezényelte.